# Norops bitectus
Norops bitectus este o specie de șopârle din genul Norops, familia Polychrotidae, descrisă de Cope 1864. Conform Catalogue of Life specia Norops bitectus nu are subspecii cunoscute.